# Naționalism croat
Naționalismul croat este o ideologie naționalistă ce promovează unitatea cultruală a croaților. 
Naționalismul croat modern a apărut în secolul al XIX-lea din cauza procesului agresiv de maghiarizare a administrației regale.